# Al-Anfāl

Das Wort in der Koransure al-Anfāl, Vers 12, in einer Handschrift aus dem späten 8. Jahrhundert

Al-Anfāl (arabisch الأنفال al-Anfāl ‚Die Beute‘) ist die achte Sure des Korans, sie enthält 75 Verse. Die Sure gehört zu den Teilen des Korans, die gänzlich in Medina offenbart wurden. Ihr Titel bezieht sich auf den ersten Vers.
Die inhaltliche Einheit der Sure 8 ergibt sich daraus, dass alle darin erwähnten Ereignisse zwischen der Auswanderung nach Medina im Jahre 622 und der Niederlage in der Schlacht von Uhud im Jahre 625 stattfanden. Der Beginn der Sure, bis zum Vers 19, enthält Ausführungen zur Verteilung der Beute nach der Schlacht von Badr (624), und erwähnt weitere Ereignisse aus dieser Schlacht. Unmittelbar vor Mohammeds Auswanderung fassten seine Gegner in Mekka aus dem Stamm der Quraisch nach anfänglicher Uneinigkeit den Plan zu seiner Ermordung. Darauf bezieht sich Vers 30, der wie folgt beginnt: „Damals, als die Ungläubigen Ränke gegen dich schmiedeten, um dich festzusetzen oder gar zu töten oder zu vertreiben.“ Die in Vers 34 erwähnte heilige Moschee ist die al-Haram-Moschee in Mekka. Nach der Verurteilung der untreuen Verbündeten in Medina (Verse 55 bis 58) ruft der Koran in den Versen 59 bis 66 zum Kampf gegen die Polytheisten auf. Die fünf folgenden Verse enthalten Angaben zur Behandlung der Gefangenen und zur Benutzung der Beute nach der Schlacht von Badr. Ab Vers 72 schließt die Sure mit einer Beschreibung der muslimischen Gemeinschaft in Medina, wobei vier Gruppen von Auswanderern unterschieden werden, darunter die Ansār (Helfer).